# Zhang Dechang
Dans ce nom chinois, le nom de famille, Zhang , précède le nom personnel.
Pour les articles homonymes, voir Zhang.
Zhang Dechang (en chinois : 张德常), né le 23 août 1978 à Shandong, est un rameur d'aviron chinois spécialiste du poste de barreur.

## Carrière
Ancien rameur lui-même, Zhang a été champion de Chine et a remporté les Jeux asiatiques de Busan en 2002. Après avoir pris sa retraite en tant qu'athlète, il barre en 2006 le huit masculin chinois participant à ses premiers mondiaux lors du championnats du monde de Linz-Ottensheim avec un accès à la finale B. En 2007, l'équipage rate la finale A, remportant toutefois la finale B. Le huit masculin est automatiquement qualifié pour les Jeux olympiques de Pékin en 2008 ; après avoir échoué à se qualifier en demi-finale et en repêchage, ils s'adjugent la septième place en sauvant l'honneur face aux Allemands dans la finale B.
Il participe encore au huit masculin jusqu'aux championnats du monde d'aviron 2011 sans parvenir à atteindre une place de finaliste.
Il bascule d'équipage et barre alors le huit féminin, qui remporte la médaille de bronze aux Jeux olympiques d'été de 2020 derrière les Canadiennes et les Néo-Zélandaises ; c'est donc bien un homme qui est médaillé dans une épreuve féminine, de même que la médaille d'argent est attribuée au barreur Caleb Shepherd pour le huit néo-zélandais féminin.